# Línea 236 (Santa Fe Provincia)
La línea 236 de permiso precario provincial de Santa Fe es una línea de transporte público de pasajeros interurbana con recorrido entre las ciudades de Villa Guillermina y Las Toscas, Argentina. El servicio está actualmente operado por el grupo empresario El Norte Bis.

## Recorrido
De Villa Guillermina hasta las Toscas.

## Prestatarias
La empresa El Norte Bis es la prestataria de este servicio, con varias deficiencias.

## Recorridos
Servicio diurno y nocturno.
|  |  | KBHFa |

|  |  | KBHFa |